# Charles Stewart Parnell
Charles Stewart Parnell, född 27 juni 1846 i Avondale nära Rathdrum i County Wicklow, död 6 oktober 1891 i Hove, East Sussex, var en irländsk statsman.

## Biografi

### Släktförhållanden
Parnell tillhörde en protestantisk familj av engelsk härkomst, som under Karl II:s regering flyttat över till Irland. Hans farfars far, sir John Parnell (född 1744, död 1801) var baronet och 1785–1799 irländsk skattkammarkansler, och hans farfars bror, whigpolitikern sir Henry Parnell (född 1776, död 1842; 1841 upphöjd till baron Congleton) var i underhuset en ivrig förkämpe för katolikernas emancipation, tillhörde 1831–1832 som krigsminister i Greys ministär och innehade 1835–1841 flera olika poster i Melbournes ministär. Parnells moder var dotter till en amerikansk sjöofficer, Charles Stewart. Det har hävdats att hon hyste ett hat till engelsmännen och att hon överförde det till sin son.

### Invald i parlamentet
Parnell valdes 1875 till representant i underhuset för grevskapet Meath och anslöt sig till "home rule-partiet", då under ledning av Isaac Butt, som strävade efter att Irland skulle få fullständig självstyrelse med egen ministär och eget parlament. Han fann emellertid snart Butts parlamentariska taktik alltför mild och organiserade från 1877 tillsammans med Joseph G. Biggar en systematisk obstruktion vid behandlingen av flera viktiga engelska lagförslag, detta i syfte att frampressa eftergifter i irländska frågan genom att "trampa England på tårna". Redan hösten samma år valdes Parnell i Butts ställe till president för Storbritanniens home-rule-förbund. Han anknöt förtroliga förbindelser med fenier som var bosatta i Nordamerika och undanträngde 1878 småningom Butt från den irländska underhusgruppens ledning. Efter dennes död (maj 1879) var Parnell i praktiken partiets obestridde ledare och valdes, med undanträngande av Butts efterträdare William Shaw, formellt till partiledare 26 april 1880. 

### Samförstånd med Jordligan

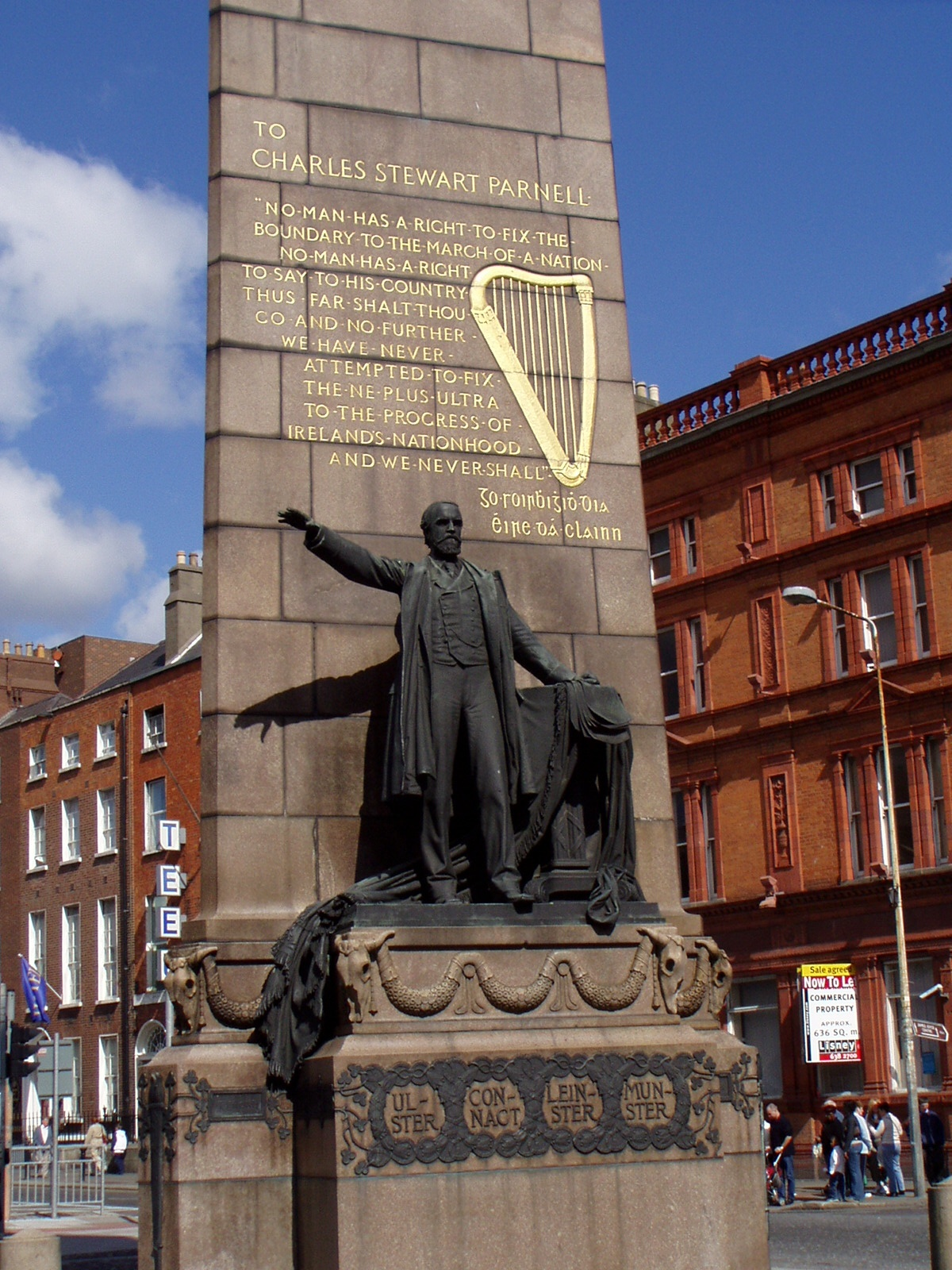
Staty av Parnell i Dublin.

Han hade redan 1879 knutit förbindelser med jordreformsagitatorn Michael Davitt och låtit välja sig till president i jordligan, som bildats av Davitt med stöd av fenierna. December 1879 till mars 1880 företog Parnell en agitationsresa genom Förenta Staterna och Kanada och besökte då irländarna i ett 70-tal städer och vann genom ibland våldsamma tal på stora massmöten deras moraliska och framför allt ekonomiska stöd för den stundande kampanjen mot de engelska jordägarna på Irland och mot unionen mellan Irland och Storbritannien. Han uppgav att "slitandet av det sista band som håller Irland bundet vid England", var slutmålet för den nya rörelsen. Feniernas hemliga terrorism och home rule-partiets parlamentariska taktik skulle nu samverka ("the new departure"). 
Vid 1880 års parlamentsval blev Parnell vald i tre valkretsar och antog mandatet för staden Cork. Trots att han från början var en ganska klen talare och saknade djupgående teoretiska kunskaper och en vinnande personlighet hade han genom sin enastående viljestyrka och sin förmåga att raskt och säkert inse de taktiska möjligheter varje politisk situation erbjöd, förvärvat nästan diktatorisk makt över flertalet av sina landsmän, så att han gjorde skäl för namnet "Irlands okrönte konung". Inte endast arrendatorer och jordarbetare, utan även flertalet katolska präster på Irland underordnade sig hans ledning; endast biskoparna betraktade honom i regel med misstro. Obstruktion i underhuset användes tillsammans med agitation och våldsaktioner på Irland, där en följd av dåliga skördar och hänsynslösa vräkningar bragt arrendatorerna till förtvivlan. På ett folkmöte i Ennis (19 september 1880) utgav Parnell som lösen, att de arrendatorer, som övertog en vräkt arrendators farm, skulle "isoleras från sina medmänniskor liksom de spetälska i forntiden", och därefter organiserades i allt större utsträckning mot misshagliga arrendatorer och godsförvaltare den systematiska förföljelse, som fått namnet bojkottning.

### Sabotagetaktik mot regeringen
Mot den överhandtagande anarkin på Irland genomdrev Gladstones andra ministär (mars 1881) en sträng tvångslag, varvid Parnell skickligt ledde den irländska underhusgruppens bullersamma demonstrationer; det var irländsk påtryckning, som vållade, att den av Gladstone i april samma år framlagda jordbillen fick en mycket mer genomgripande karaktär än regeringen ursprungligen avsett när den utarbetades. Parnell och hans närmaste vänner vägrade emellertid ostentativt att rösta för lagförslaget under förklaring, att det var otillräckligt. Ett mer än vanligt våldsamt folkmötestal av Parnell (i Wexford 9 oktober) föranledde regeringen att (13 oktober) låta arrestera Parnell och sätta honom tillsammans med andra av jordligans ledare i Kilmainhamfängelset i Dublin. 
Parnells förutsägelse att, om han arresterades, rörelsens ledning skulle övergå till "kapten Månsken", besannades; "månskensmännens" och andra terroristers våldsdåd tilltog under vintern i antal och brutalitet. I april 1882 inledde regeringen genom Parnells vän kapten O'Shea hemliga underhandlingar med Parnell, vilka ledde till det s.k. Kilmainhamfördraget (the Kilmainham treaty), en i lösa former träffad överenskommelse om att Parnell skulle dämpa den terroristiska agitationen och återkalla jordligans förbudsmanifest mot arrendeavgifters erläggande (no-rent manifesto), om och när regeringen framlade en tillfredsställande "arrears bill", d. v. s. ett lagförslag om efterskänkande av nödställda vräkta arrendatorers resterande arrendeavgifter. Parnell ställde även i utsikt "framtida hjärtlig samverkan med det liberala partiet i främjande av liberala grundsatser" och släpptes tillsammans med två kamrater (2 maj). Mordet i Phoenixparken (6 maj) på understatssekreteraren T.H. Burke och den nyutnämnde ministern för Irland, lord Frederick Cavendish, en fenisk aktion som förberetts och utförts utan Parnells vetskap, korsade dessa försonlighetsplaner. 

### Parnell skakad
Parnell, som djupt skakats av händelsen, ville först alldeles lämna det politiska livet, men övertalades att ändra sig. Med två av jordligans främsta män, Dillon och Davitt, utfärdade han omedelbart (7 maj) ett manifest, som skarpt fördömde morden. Regeringens utlovade "arrears bill" blev lag i juli, och den irländska agitationen avtog väsentligt, men morden hade gjort samverkan mellan Parnell och liberalerna omöjlig för lång tid framåt, och regeringen återgick under trycket av engelsk folkopinion till sin forna tvångspolitik. På Irland var Parnells inflytande oförminskat, vilket bl.a. framgick av den subskriberade nationalgåva (inemot 40 000 pund sterling), som 1883 överlämnades till honom. Då 1885 års val närmade sig, lät Parnell de irländska väljarna i England stödja det konservativa partiets kandidater i hopp om större inflytande för irländska "home-rulers" som tungan på vågen, om de båda engelska partierna blev ungefär jämnstarka. 
Han förhandlade även i hemlighet med den nye konservative lordlöjtnanten för Irland, lord Carnarvon, som personligen var sympatiskt inställd till home-rule-kravet, men emellertid inte förmådde övertala sina kolleger till en så djärv omkastning av den konservativa politiken. Höstvalen 1885 gjorde Parnell till situationens herre, ty utan stöd av hans 86 man starka parti kunde Gladstone inte åstadkomma en säker majoritet för en ny liberal ministär. Detta stöd gavs, då Gladstone (december 1885) omvänts till "home-rule" och i april 1886 framlade sin första bill om detta. Under de år som närmast följde efter det liberala partiets splittring och billens förkastande (8 juni), utövade Parnell på grund av sjuklighet och andra skäl inte samma ständiga diktatorsmakt över sitt parti som tidigare, och mot hans vetskap och vilja proklamerades den (av William O'Brien uttänkta) nya fälttågsplan i jordfrågan (The plan of campaign, december 1886), som överlämnade åt arrendatorerna att erbjuda jordägarna den arrendesumma de fann skälig och uppmanade dem att om anbudet avböjdes i stället inbetala medlen till en fond för agitation och understöd åt vräkta arrendatorer.

### Lugnet före stormen
Parnells inflytande växte emellertid åter, då tidningen Times beskyllde honom för direkt medbrottslighet i terroristdåden och särskilt för att i ett brev ha uttalat gillande av morden i Phoenixparken, men dessa anklagelser efter en långvarig undersökning inför en domarkommission (september 1888–februari 1890)
befanns grundlösa. En förolyckad irländsk tidningsman, Richard Pigott, erkände sig ha förfalskat de komprometterande breven, och som oskyldigt anklagad vann Parnell i växande grad liberalernas sympatier. Gladstone hoppades med säkerhet på stor seger vid nästa allmänna parlamentsval och förberedde redan i samförstånd med Parnell en ny home-rule-bill. Då störtades plötsligt Parnell från sin maktställning genom en oväntad händelse. Han hade sedan 1881 haft ett kärleksförhållande med sin partikamrat kapten O'Sheas hustru. Kaptenen sökte och fick till slut (17 november 1890) skilsmässa. I domstolsutslaget betecknades Parnell som äktenskapsbrytare. 
Varken det irländska partiet eller Gladstone ansåg i början att detta behövde påverka Parnells politiska ställning, men då Gladstone fick kännedom om hotande avfallsplaner hos ett betydande antal frikyrkliga liberaler, meddelade han (24 november) i form av ett brev till John Morley, att hans egen ledarställning bland liberalerna skulle omöjliggöras, om Parnell bibehöll ledarskapet för det irländska homerulepartiet. Irländarna återvalde (25 november) utan kännedom om brevet Parnell till partiets ordförande, men sedan följde i underhusets "kommittérum n:r 15" en rad stormiga partisammanträden, som slutade med att partiets majoritet, 45 medlemmar, utträdde och bildade en egen grupp, medan 26 blev Parnell trogna (6 december; jfr Parnelliter).

### Slutet

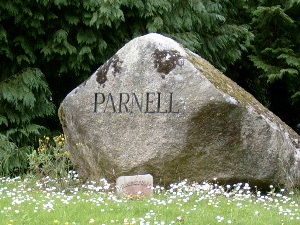
Parnells gravsten

Schismens huvudorsak var att de som bröt sig ur var övertygade om nödvändigheten av Gladstones medverkan för att home-rule snart skulle kunna genomdrivas. Striden överflyttades nu till Irland, där Parnells anhängare blev slagna vid flera fyllnadsval. Fenierna stödde honom visserligen fortfarande, men det inflytelserika katolska prästerskapet förklarade sig däremot emot honom. Förhandlingar mellan Parnell och ett par av motsidans ledare, O'Brien och Dillon, de så kallade Boulogneförhandlingarna, strandade i februari 1891. Parnell gifte sig i juni samma år med fru O'Shea och uppretade därigenom ytterligare det katolska prästerskapet. Han bedrev med nervös iver på Irland en våldsam agitation för sin sak, tills han på hösten efter en kort sjukdom avled. Han begravdes under allmänt deltagande på Glasnevinkyrkogården i Dublin, nära det minnestorn som rests över O'Connells grav. 
Parnell var en gåtfull och motsägelsefull person. Även för sina närmaste medarbetare verkar han ha varit svår att förstå sig på. Han har beskrivits som kallt beräknande och ofta nästan frånstötande kantig i sitt uppträdande, men med en märklig förmåga att behärska människor. Samtidigt berodde hans slutliga fall som politiker på en romantisk kärleksaffär och hans agerande efter denna kris kan svårligen uppfattas som rationellt beräknande. 
Han kom från en välbärgad protestantisk jordägarsläkt, men ledde en rörelse av fattiga katolska arrendatorer. Han har beskrivits som en glödande irländsk patriot som hyste föraktfull motvilja mot allt engelskt, men samtidigt älskade han och gifte sig med en engelsk kvinna.
I filmen Parnell från 1937 spelades Parnell av Clark Gable.